# Minneiska
Minneiska è un comune degli Stati Uniti d'America, situato nello Stato del Minnesota, diviso tra la contea di Winona e la contea di Wabasha.